# Kanton Pessac-2
Der Kanton Pessac-2 ist seit 1982 ein französischer Wahlkreis im Arrondissement Bordeaux, im Département Gironde und in der Region Nouvelle-Aquitaine; sein Hauptort ist Pessac.

## Gemeinden
Der Kanton besteht aus zwei Gemeinden und Gemeindeteilen mit insgesamt 59.491 Einwohnern (Stand: 1. Januar 2022) auf einer Gesamtfläche von 25,08 km²:
| Gemeinde        | Einwohner 1. Januar 2022 | Fläche km² | Dichte Einw./km² | Code INSEE | Postleitzahl |
| --------------- | ------------------------ | ---------- | ---------------- | ---------- | ------------ |
| Gradignan       | 26.186                   | 15,77      | 1.660            | 33192      | 33610        |
| Pessac          | 33.305                   | 9,31       | 3.577            | 33318      | 33600        |
| Kanton Pessac-2 | 59.491                   | 25,08      | 2.372            | 3324       | –            |

1. ↑   Nur der nordöstliche Teil der Gemeinde, der Rest gehört zum Kanton Pessac-1.

Bis zur landesweiten Neuordnung der französischen Kantone im März 2015 gehörte zum Kanton Pessac-2 nur ein Teil der Gemeinde Pessac. Er besaß vor 2015 den INSEE-Code 3362.